# Квашине (пункт контролю)
47°44′49″ пн. ш. 38°35′12″ сх. д. / 47.74694° пн. ш. 38.58667° сх. д.
Ква́шине — пункт контролю через державний кордон України на кордоні з Росією.
Розташований у Донецькій області, Амвросіївський район в однойменному селищі на станції Квашине (автошлях Т 0507). З російського боку розташований пункт контролю «Успенська», Матвієво-Курганський район, Ростовська область у напрямку Матвієвого Кургана.
Вид пункту пропуску — залiзничний. Статус пункту пропуску — міжнародний.
Характер перевезень — пасажирський, вантажний.
Окрім радіологічного, митного та прикордонного контролю, пункт контролю «Квашине» може здійснювати санітарний, фітосанітарний, та ветеринарний контроль.
Пункт контролю «Квашине» входить до складу митного посту «Краматорськ» Східної митниці. Код пункту пропуску — 70000 02 00 (12).